# Штович
Штович (серб. Штовић / Štović) — посёлок в общине Фоча Республики Сербской Боснии и Герцеговины. Население составляет 209 человек по переписи 2013 года.

## Население
В 1991 году, по данным переписи населения СФРЮ, в селе проживали 458 человек, распределённых по национальностям:

## Известные уроженцы
- Радивое Милетич (род. 1947), военачальник Армии Республики Сербской.